# András Ozsvár
András Ozsvár (ur. 19 lutego 1957 w Csongrádzie) – węgierski judoka. Brązowy medalista olimpijski z Moskwy.
Zawody w 1980 były jego jedynymi igrzyskami olimpijskimi – część państw zachodnich zbojkotowała imprezę w proteście przeciw radzieckiej inwazji na Afganistan. Zdobył brązowy medal w kategorii open. W tej konkurencji zdobył brąz mistrzostw świata w 1981 i 1983, oraz srebro (1982) i brąz (1981) mistrzostw Europy. W 1982 był również trzeci w wadze powyżej 95 kilogramów. Był sześciokrotnym mistrzem Węgier.